# Изера
Изера (итал. Isera) је насеље у Италији у округу Тренто, региону Трентино-Јужни Тирол.
Према процени из 2011. у насељу је живело 974 становника. Насеље се налази на надморској висини од 235 м.

## Становништво
| 1931. | 1936. | 1951. | 1961. | 1971. | 1981. | 1991. | 2001. | 2011. |
| ----- | ----- | ----- | ----- | ----- | ----- | ----- | ----- | ----- |
| 1.913 | 1.933 | 1.860 | 1.847 | 2.135 | 2.148 | 2.235 | 2.469 | 2.625 |